# The Palm Beach Post
The Palm Beach Post est un quotidien régional américain du matin fondé en 1916 et dont la diffusion couvre le comté de Palm Beach et la Treasure Coast, dans le Sud de la Floride. Avec un tirage d'environ 134 000 exemplaires par jour en semaine, et de 164 000 exemplaires pour l'édition du week-end, il est le 6e plus gros tirage de l'État de Floride et le 72e plus important quotidien américain.
Il appartient au groupe de médias américain Cox Enterprises.

## Sources
- (en) Cet article est partiellement ou en totalité issu de l’article de Wikipédia en anglais intitulé « The Palm Beach Post » (voir la liste des auteurs).